# پاپ متال
پاپ متال (انگلیسی: Pop metal) (گاهی اوقات با گلم متال ترکیب می‌شود یا به جای آن استفاده می‌شود) یک اصطلاح چترگونه برای سبک‌های تجاری هوی متال و هارد راک است که دارای عناصر برجسته موسیقی پاپ مانند گوش‌رباهای جذاب و سرود مانند است. در دهه ۱۹۸۰ در میان آثاری مانند بون جوی، یوروپ، دف لپارد، پویزن، ماتلی کرو و رت محبوب شد.
این اصطلاح همچنین به برخی از گروه‌ها و هنرمندانی اطلاق می‌شود که از دهه ۱۹۹۰ تشکیل شده‌اند و جنبه‌های پاپ و هوی متال را در صدای خود ترکیب می‌کنند.